# Franz Slama
Franz Slama (* 19. September 1885 in Brünn, Mähren; † 21. August 1938 in Wels, Oberösterreich) war ein österreichischer Politiker.

## Biografie

### Kindheit und Jugend
Franz Slama wurde als Sohn eines Baubeamten geboren und wuchs in Karlsbad und später in Rodaun auf. Nach dem Besuch der Volksschule besuchte er die Gymnasien in Bozen und Brixen und komplettierte sein Studium der Rechtswissenschaft an den Universitäten Graz und Innsbruck. Während seines Studiums trat er der Universitätssängerschaft Skalden zu Innsbruck bei.
1909 wurde er zum Rechtsanwalt zugelassen. Danach ließ sich Slama in Wels nieder, wo er in einer Anwaltskanzlei als Konzipist tätig war.
1915 wurde Slama Mitglied im Kaiserjägerregiment und mit Hilfe seiner juristischen Fachkenntnisse im Jahr 1917 Militärjurist. 1919 kehrte Slama nach Wels zurück und übernahm die Leitung seiner ehemaligen Anwaltskanzlei. Einer seiner Teilhaber wurde Leopold Sturma, der während der Zeit des Nationalsozialismus Bürgermeister der oberösterreichischen Landeshauptstadt Linz wurde.

### Politischer Werdegang
Slama war ein Anhänger deutschnationaler Ideologien und trat der Großdeutschen Volkspartei bei. 1927 wurde er zum Vizeparteivorsitzenden gewählt.
Slama übte mehrere politische Ämter fast gleichzeitig aus. Nachdem er von 1924 bis 1928 Mitglied im Welser Gemeinderat gewesen war und in der Zeit von 1925 bis 1931 Abgeordneter zum Oberösterreichischen Landtag. Nach dem Rücktritt Franz Dinghofers im Zuge der Affäre Béla Kun wurde er 1928 Justizminister der Republik Österreich. Dieses Amt hatte er bis 1930 inne.
Slama war ein umstrittener Politiker, der in seiner Amtszeit das österreichische Recht zusehends dem deutschen Recht gleichschaltete. Auch eröffnete er 1931 in Wels eine Kanzlei, deren Klientel illegale Nationalsozialisten waren. Slama, der schon früh mit dem NS-Staat sympathisierte, verteidigte meist erfolgreich jene Menschen. Noch 1938, kurz vor seinem Tod, wurde er Mitglied der Akademie für Deutsches Recht in Berlin.